# Patricia Djaté-Taillart
Patricia Djaté-Taillart (Francia, 3 de enero de 1971) es una atleta francesa retirada especializada en la prueba de 1500 m, en la que consiguió ser subcampeona mundial en pista cubierta en 1997.

## Carrera deportiva
En el Campeonato Mundial de Atletismo en Pista Cubierta de 1997 ganó la medalla de plata en los 1500 metros, llegando a meta en un tiempo de 4:06.16 segundos que fue récord nacional francés, tras la rusa Yekaterina Podkopayeva (oro con 4:05.19 segundos) y por delante de la polaca Lidia Chojecka.